# Осада Полоцка (1518)
Осада Полоцка — неудачная попытка русского войска овладеть Полоцком в ходе русско-литовской войны 1512—1522 годов.

## События накануне
В августе 1514 года русским войскам удалось взять Смоленск, после чего в битве под Оршей литовское шляхетское ополчение, подкреплённое наёмниками и польской конницей, нанесло поражение части русских соединений, действующих в пределах Литвы. В последующие два года обе стороны делали ставку на быстрые разорительные набеги в приграничных областях, не приступая к серьёзным осадам крупных городов. Лишь в 1517 году победитель в Оршанской битве Константин Острожский предпринял из Полоцка поход на Псков, однако так и не смог взять небольшую крепость Опочка, преграждавшую путь литовско-польской армии. Во время осады Опочки, прозванной осаждавшими «бесовой деревней», Острожский потерпел поражение от прибывших деблокадных отрядов и бежал назад в Полоцк, оставив обоз и артиллерию.

## Осада Полоцка
В следующем году русская сторона решила нанести удар по Полоцку, являвшемуся главной операционной базой Литвы, из которой совершались набеги на Северо-Западную Русь. Войско, возглавляемое Василием Васильевичем Шуйским, переправилось на лодках через Западную Двину и начало осаду города, обстреливая его из артиллерийских орудий. Однако защитникам Полоцка во главе с Альбрехтом Гаштольдом удалось при вылазке отогнать русские лодки, после чего подошедший к городу воевода Ян «Волынец» Боратынский во главе нанятой литовцами тяжёлой польской конницы атаковал русских во фронт и прижал к реке. По данным литовских летописей, многие из осаждавших утонули в Двине.
Другой отряд, возглавляемый гродненским старостой Юрием Геркулесом Радзивиллом, смог разбить отряд Ивана Буйноса Ростовского. Численность русского отряда в пять тысяч человек, называемая литовскими источниками, вызывает сомнение, поскольку также говорится о смерти Ростовского, что не соответствовало действительности.

## Последствия
Успешная оборона Полоцка стала для Литвы своеобразным реваншем за прошлогоднее поражение под Опочкой. Тем не менее, Полоцк был лишь одним из направлений, на котором летом 1518 года действовали русские войска и единственным, где литовцам сопутствовала удача. Летучие отряды князя Михаила Горбатого-Шуйского воевали Литовскую землю по самую Вильну и вывели большой полон, а рать князя Семёна Курбского ходила к Слуцку, Минску и Новогрудку, также возвратясь с большим полоном. Ещё один отряд смог прорваться к Витебску и сжечь его посады. В каждом из этих случаев шляхта лишь укрывалась в крепостях и безучастно взирала на пожарища.